# Cornus alba
Cornus alba L., 1753 è una pianta arbustiva della famiglia delle Cornacee.

## Descrizione
Può raggiungere i tre metri, con rami dalla corteccia liscia, con caratteristico colore rosso fuoco. 
I fiori sono ombrelliformi, bianco sporco e si schiudono in maggio.

## Distribuzione e habitat
La specie ha un ampio areale che si estende dall'Europa orientale sino alla Siberia orientale, alla Corea e alla Cina.

## Coltivazione
Molto apprezzata per il suo valore ornamentale in campo vivaistico. Nelle versioni per giardinaggio viene consigliata una potatura vigorosa a fine inverno, in modo da avere nuovi getti dal colore più vivace.